# IJslepel

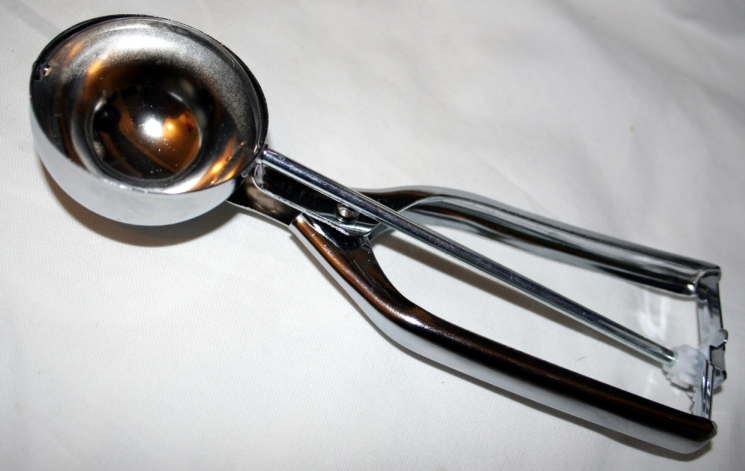
Een ijslepel

Een ijslepel wordt gebruikt om ijs te scheppen. De ijslepels bestaan in verschillende soorten en maten.
Na het scheppen wordt de lepel in een bakje water gedoopt, waardoor het ijs minder aan de lepel blijft kleven. De meeste lepels bevatten een ijzeren mesje waarmee de lepel kan worden schoongemaakt. Dit mesje beweegt langs het holle oppervlak van de lepel wanneer er in de benen van de lepel wordt geknepen. Hierdoor komt het bolletje ijs gemakkelijk uit de lepel op het ijshoorntje of in een ijsbekertje. Deze lepel is in 1896 in Pittsburgh uitgevonden door Alfred L. Cralle. 
Enkele beschikbare maten zijn bijvoorbeeld maat 36 of maat 30, dit getal is het aantal bollen die je met de betreffende lepel uit een liter ijs kunt scheppen.
dessertlepel · eierlepel · eetlepel ·  groentelepel · ijslepel · juslepel · maatlepel · opscheplepel · pollepel · soeplepel · theelepel